# آدابوست
آدابوست (به انگلیسی: AdaBoost) تطبیقی بوده و یک الگوریتم یادگیری ماشین است که توسط یاو فروند و رابرت شاپیر اختراع شد.
تطبیقی بودن آدابوست به این معناست که مدلها یکی پس از دیگری ساخته شده و عملکرد مدل‌های قبلی بر روند مدل‌سازی مدل‌های پس از آن تأثیر می‌گذارد. در واقع آدابوست یک متا الگوریتم است که به منظور ارتقاء عملکرد، و رفع مشکل رده‌های نامتوازن همراه دیگر الگوریتم‌های یادگیری استفاده می‌شود. در این الگوریتم، طبقه‌بندی هر مرحله جدید به نفع نمونه‌های غلط طبقه‌بندی شده در مراحل قبل تنظیم می‌گردد. آدابوست نسبت به داده‌های نویزی و پرت حساس است؛ ولی نسبت به مشکل بیش برازش از بیشتر الگوریتم‌های یادگیری برتری دارد. طبقه‌بندی پایه که در اینجا استفاده می‌شود فقط کافیست از طبقه‌بندی تصادفی (۵۰٪) بهتر باشد و به این ترتیب عملکرد الگوریتم در تکرارهای بیشتر بهبود می‌یابد. حتی طبقه‌بندهای با خطای بالاتر از تصادفی با گرفتن ضریب منفی عملکرد کلی را بهبود می‌بخشند. در الگوریتم آدابوست در هر دور {\displaystyle t=1,\ldots ,T} یک طبقه‌بند ضعیف اضافه می‌شود. در هر فراخوانی بر اساس اهمیت نمونه‌ها، وزن‌ها {\displaystyle D_{t}} بروز می‌شود. در هر دور وزن نمونه‌های غلط طبقه‌بندی شده افزایش و وزن نمونه‌های درست طبقه‌بندی شده کاهش داده می‌شود؛ بنابراین طبقه‌بند جدید تمرکز بر نمونه‌هایی که سخت‌تر یادگرفته می‌شوند، خواهند داشت.
پس به‌طور خلاصه این الگوریتم منطبق بر یادگیری گروهی می‌باشد. به بیان ساده‌تر طرز کار این الگوریتم به این صورت است که عملکرد مدلهایی که به تنهایی ضعیف عمل می‌کنند را با یکدیگر ترکیب کرده و باعث بهبود عملکرد آنها می‌شود. پس در نظرگرفتن پیش‌بینی که مجموع چند الگوریتم یادگیری ضعیف ارائه می‌دهد می‌تواند در نهایت به اندازهٔ عملکرد یک الگوریتم قوی قابل اتکا باشد.

## الگوریتم طبقه‌بندی دوگانه
داده شده‌ها:
- مجموعه یادگیری: {\displaystyle (x_{1},y_{1}),\ldots ,(x_{N},y_{N})} که {\displaystyle x_{i}\in X,\,y_{i}\in Y=\{-1,+1\}}
- تعداد تکرارها: {\displaystyle T}

مقداردهی اولیه: {\displaystyle \textstyle D_{1}(i)={\frac {1}{N}},i=1,\ldots ,N.} برای {\displaystyle t=1,\ldots ,T}
- برای خانواده طبقه‌بندهای ضعیف ℋ طبقه‌بند {\displaystyle h_{t}\,\!} را پیدا کن که میزان خطا نسبت به توزیع {\displaystyle D_{t}} کمینه شود، در این معادله {\displaystyle I} یک تابع نشانگر است:

{\displaystyle h_{t}={\underset {h\in {\mathcal {H}}}{\operatorname {argmin} }}\;\sum _{i=1}^{N}D_{t}(i)I(y_{i}\neq h(x_{i}))}
خطای {\displaystyle h_{t}} را با {\displaystyle \epsilon _{t}} نمایش می‌دهیم:
{\displaystyle \epsilon _{t}=\sum _{i=1}^{N}D_{t}(i)I(y_{i}\neq h_{t}(x_{i}))}
- اگر {\displaystyle \left\vert 0.5-\epsilon _{t}\right\vert \leq \beta } که {\displaystyle \beta } یک آستانه تعیین شده قبلی است، توقف انجام شود.
- معمولاً مقدار {\displaystyle \alpha _{t}={\frac {1}{2}}{\textrm {ln}}{\frac {1-\epsilon _{t}}{\epsilon _{t}}}} برای {\displaystyle \alpha _{t}\in \mathbb {R} } در نظر گرفته می‌شود.
- بروز رسانی:

{\displaystyle D_{t+1}(i)={\frac {D_{t}(i)\exp \left(\alpha _{t}I(y_{i}\neq h_{t}(x_{i}))\right)}{Z_{t}}}}
که {\displaystyle Z_{t}} یک عامل نرمال‌سازی با مقدار {\displaystyle \sum _{i}D_{t}(i)\exp(-\alpha _{t}y_{i}h_{t}(x_{i}))\,\!} است که موجب می‌شود {\displaystyle D_{t+1}} یک توزیع احتمالاتی مجاز را نشان دهد (مجموع روی همه {\displaystyle x}‌ها یک شود)
خروجی نهایی طبقه‌بند
{\displaystyle H(x)={\textrm {sign}}\left(\sum _{t=1}^{T}\alpha _{t}h_{t}(x)\right)}
توجه شود که معادله بروز رسانی توزیع {\displaystyle D_{t}} بگونه‌ای بروز می‌شود که
{\displaystyle -\alpha _{t}y_{i}h_{t}(x_{i}){\begin{cases}<0,&y(i)=h_{t}(x_{i})\\>0,&y(i)\neq h_{t}(x_{i})\end{cases}}}
بنابراین بعد از انتخاب بهینه طبقه‌بند {\displaystyle h_{t}\,} برای توزیع {\displaystyle D_{t}\,} آندسته از نمونه‌ها {\displaystyle x_{i}\,} که طبقه‌بند {\displaystyle h_{t}\,} آن‌ها را غلط طبقه‌بندی می‌کند وزن بیشتری نسبت به بقیه داده می‌شود؛ بنابراین وقتی الگوریتم طبقه‌بندها را براساس توزیع {\displaystyle D_{t+1}\,} تست می‌کند، طبقه‌بندی انتخاب می‌شود که نمونه‌های غلط طبقه‌بندی شده را بهتر تشخیص دهد.

## مراحل الگوریتم آدابوست
الگوریتم آدابوست مطابق مراحل زیر به صورت مکرر کار می‌کند
- در ابتدا برای این الگوریتم الزامی است یک زیرمجموعه آموزشی انتخاب شود.
- با استفاده از مجموعه آموزشی که بر اساس پیش‌بینی صحیح آخرین آموزش ایجاد شده به صورت مکرر مدل یادگیری‌ماشینی آدابوست را آموزش می‌دهیم.
- تمام نمونه‌های آموزشی در فرایند آموزش دارای وزنی خواهند بود که براساس خطای ناشی از مدل یادگیری‌ماشین به‌دست می‌آید. این الگوریتم وزن بالاتری را به مشاهداتی که به صورت اشتباه طبقه‌بندی شده‌اند اختصاص می‌دهد تا در تکرارهای بعدی این مشاهدات برای فرایند طبقه‌بندی احتمال بالاتری را به‌دست آورند.
- در مرحله بعد طبقه‌بندهایی که آموزش دیده شده‌اند وزن‌دهی می‌شوند. هرچه طبقه‌بندی دقیق‌تر باشد وزن بالاتری خواهد داشت.
- این مراحل تا زمانی تکرار می‌شوند که داده‌های آموزشی کامل و بدون هیچ خطایی توسط مدل آموزش ببیند.
- برای انجام طبقه‌بندی کافی است یک رای به ازای هر الگوریتم یادگیری ساخته‌شده در نظر گرفته شود.[۴]

## ایجاد مدل در پایتون
در این مرحله مطابق کد زیر کتابخانه‌های مورد نیاز را وارد می‌کنیم.
```
# Load libraries

from
 
sklearn.ensemble
 
import
 
AdaBoostClassifier

from
 
sklearn
 
import
 
datasets

# Import train_test_split function

from
 
sklearn.model_selection
 
import
 
train_test_split

# Import scikit-learn metrics module for accuracy calculation

from
 
sklearn
 
import
 
metrics

```

در مرحله بعد از یک مجموعه‌داده برای بررسی مدل روی آن استفاده می‌کنیم.
```
# Load data

iris
 
=
 
datasets
.
load_iris
()

X
 
=
 
iris
.
data

y
 
=
 
iris
.
target

```

سپس مجموعه‌داده را به دو قسمت آموزش و تست تقسیم می‌کنیم.
```
# Split dataset into training set and test set

X_train
,
 
X_test
,
 
y_train
,
 
y_test
 
=
 
train_test_split
(
X
,
 
y
,
 
test_size
=
0.3
)
 
# 70% training and 30% test

```

در نهایت یک مدل آدابوست روی مجموعه‌داده اجرا می‌کنیم.
```
# Create adaboost classifer object

abc
 
=
 
AdaBoostClassifier
(
n_estimators
=
۵۰
,

  
learning_rate
=
۱
)

# Train Adaboost Classifer

model
 
=
 
abc
.
fit
(
X_train
,
 
y_train
)

# Predict the response for test dataset

y_pred
 
=
 
model
.
predict
(
X_test
)

```

## اثبات و فهم ریاضی آدابوست
عمل تقویت کردن را می‌توان به صورت حداقل کردن یک تابع هزینه محدب روی یک مجموعه محدب از توابع در نظر گرفت. به‌طور خاص تابعی که حداقل می‌شود نمایی است:
{\displaystyle E=\sum _{i=1}^{N}{\mbox{exp}}({-y_{i}\times f_{m}(x_{i})})}
و ما به‌دنبال تابعی به شکل زیر هستیم:
{\displaystyle f_{m}(x)={\frac {1}{2}}\sum _{t=1}^{m}\alpha _{t}h_{t}(x)\,\!}
مجهولِ تابع هزینه {\displaystyle E}، {\displaystyle f_{m}(\cdot )} است که خود به {\displaystyle \alpha _{1},\cdots ,\alpha _{m},h_{1},\cdots ,\alpha _{m}} بستگی دارد. در نتیجه بهینه‌سازی تابع هزینه در نهایت باید نسبت به {\displaystyle \alpha _{1},\cdots ,\alpha _{m},h_{1},\cdots ,h_{m}} صورت بگیرد.
حال برای راحتتر شدن کار فرض می‌کنیم که مقادیر {\displaystyle \alpha _{1},\cdots ,\alpha _{m-1},h_{1},\cdots ,h_{m-1}} ثابت هستند و هدف ما پیدا کردن  {\displaystyle \alpha _{m}} و {\displaystyle h_{m}} است. با این اوصاف تابع {\displaystyle E}را می‌توان به شکل پایین نوشت:
{\displaystyle E=\sum _{i=1}^{N}{\mbox{exp}}\left({-y_{i}\times \left(f_{m-1}(x_{i})+{\frac {1}{2}}\alpha _{m}h_{m}(x_{i})\right)}\right)=\sum _{i=1}^{N}{\mbox{exp}}\left({-y_{i}\times f_{m-1}(x_{i})}\right){\mbox{exp}}\left({-{\frac {1}{2}}y_{i}\times \alpha _{m}h_{m}(x_{i})}\right)}
اگر {\displaystyle {\mbox{exp}}({-y_{i}\times f_{m-1}(x_{i})})} را با {\displaystyle w_{i}^{(m)}} نمایش دهیم، تابع هزینه ما به شکل پایین تغییر شکل خواهد داد:
{\displaystyle E=\sum _{i=1}^{N}w_{i}^{(m)}e^{-{\frac {1}{2}}y_{i}\times \alpha _{m}h_{m}(x_{i})}}
اگر مجموعه تمام داده‌هایی که توسط {\displaystyle h_{m}(\cdot )} به درستی پیش‌بینی می‌شوند را با {\displaystyle \mathrm {T} _{m}} و مجموعه تمام داده‌هایی که توسط {\displaystyle h_{m}(\cdot )} نادرست پیش‌بینی می‌شوند را با {\displaystyle M_{m}} نمایش دهیم. تابع هزینه به شکل پایین تغییر خواهد کرد:
{\displaystyle {\begin{aligned}E&={\mbox{exp}}\left({-{\frac {\alpha _{m}}{2}}}\right)\sum _{i\in \mathrm {T} _{m}}w_{i}^{(m)}+{\mbox{exp}}\left({\frac {\alpha _{m}}{2}}\right)\sum _{i\in M_{m}}w_{i}^{(m)}\\&=\left({\mbox{exp}}\left({\frac {\alpha _{m}}{2}}\right)-{\mbox{exp}}\left({-{\frac {\alpha _{m}}{2}}}\right)\right)\sum _{i=1}^{N}w_{i}^{(m)}I\left(h_{m}(x_{i})\neq y_{i}\right)+{\mbox{exp}}\left({-{\frac {\alpha _{m}}{2}}}\right)\sum _{i=1}^{N}w_{i}^{(m)}\end{aligned}}}
حال اگر  {\displaystyle E} را نسبت به {\displaystyle h_{m}} بهینه کنیم، از آنجا که{\displaystyle {\mbox{exp}}\left({-{\frac {\alpha _{m}}{2}}}\right)\sum _{i=1}^{N}w_{i}^{(m)}} و {\displaystyle \left({\mbox{exp}}\left({\frac {\alpha _{m}}{2}}\right)-{\mbox{exp}}\left({-{\frac {\alpha _{m}}{2}}}\right)\right)} نسبت به {\displaystyle h_{m}} ثابت هستند، فقط باید {\displaystyle \sum _{i=1}^{N}w_{i}^{(m)}I\left(h_{m}(x_{i})\neq y_{i}\right)} را نسبت به {\displaystyle h_{m}} کمینه کنیم؛ یعنی {\displaystyle h_{m}={\underset {h\in {\mathcal {H}}}{\operatorname {argmin} }}\;\sum _{i=1}^{N}w_{i}^{(m)}I(h(x_{i})\neq y_{i})}
بعد از پیدا کردن {\displaystyle h_{m}} باید {\displaystyle \alpha _{m}} را پیدا کنیم اگر {\displaystyle {\frac {\sum _{i=1}^{N}w_{i}^{(m)}I(h(x_{i})\neq y_{i})}{\sum _{i=1}^{N}w_{i}^{(m)}}}} را {\displaystyle \epsilon _{m}} بنامیم تابع هزینه ما تبدیل می‌شود به {\displaystyle \left(\left({\mbox{exp}}\left({\frac {\alpha _{m}}{2}}\right)-{\mbox{exp}}\left({-{\frac {\alpha _{m}}{2}}}\right)\right)\epsilon _{m}+{\mbox{exp}}\left({-{\frac {\alpha _{m}}{2}}}\right)\right)\sum _{i=1}^{N}w_{i}^{(m)}}که اگر از آن نسبت به {\displaystyle \alpha _{m}} مشتق بگیریم و جواب را در نقطه صفر به‌دست بیاوریم به این جواب می‌رسیم: {\displaystyle \alpha _{m}={\frac {1}{2}}{\textrm {ln}}{\frac {1-\epsilon _{m}}{\epsilon _{m}}}}.
حال که {\displaystyle \alpha _{m}} و {\displaystyle h_{m}} را پیدا کردیم باید ببینیم که {\displaystyle w_{i}^{(m+1)}} به چه شکل نسبت به {\displaystyle w_{i}^{(m)}} بروز می‌شود. {\displaystyle w_{i}^{(m+1)}} همان {\displaystyle {\mbox{exp}}\left({-y_{i}\times f_{m}(x_{i})}\right)} است یعنی
{\displaystyle {\begin{aligned}w_{i}^{(m+1)}&={\mbox{exp}}\left({-y_{i}\times f_{m}(x_{i})}\right)\\&={\mbox{exp}}\left({-y_{i}\times \left(f_{m-1}(x_{i})+{\frac {1}{2}}\alpha _{m}h_{m}(x_{i})\right)}\right)\\&={\mbox{exp}}\left({-y_{i}f_{m-1}(x_{i})}\right){\mbox{exp}}\left({-{\frac {1}{2}}y_{i}\alpha _{m}h_{m}(x_{i})}\right)\\&=w_{i}^{(m)}{\mbox{exp}}\left({-{\frac {1}{2}}y_{i}\alpha _{m}h_{m}(x_{i})}\right)\end{aligned}}}
پس ارتباط {\displaystyle w_{i}^{(m+1)}} با {\displaystyle w_{i}^{(m)}} به این شکل خواهد بود:
{\displaystyle w_{i}^{(m+1)}=w_{i}^{(m)}{\mbox{exp}}\left({-{\frac {1}{2}}y_{i}\alpha _{m}h_{m}(x_{i})}\right)}
از آنجا که {\displaystyle y_{i}h_{m}(x_{i})=1-2I(h(x_{i})\neq y_{i})} به‌روز کردن {\displaystyle w_{i}^{(m+1)}} به این شکل تغییر خواهد کرد:
{\displaystyle w_{i}^{(m+1)}=w_{i}^{(m)}{\mbox{exp}}\left({-{\frac {\alpha _{m}}{2}}}\right){\mbox{exp}}\left({\alpha _{m}I\left(h_{m}(x_{i})\neq y_{i}\right)}\right)}
اگر تمام {\displaystyle w_{i}^{(m+1)}}‌ها را در یک مقدار ثابتی ضرب کنیم تأثیری در جواب نهایی {\displaystyle \epsilon _{m+1}} و  {\displaystyle \alpha _{m+1}} و  {\displaystyle h_{m+1}} نخواهد داشت. ازین رو همیشه می‌توان مقدار آن‌ها را نرمال‌سازی کرد. با نرمال‌سازی {\displaystyle w_{i}^{(m+1)}} به معادله بازگشتی پایین می‌رسیم، در این معادله {\displaystyle Z_{m}=\sum _{i}w_{i}^{(m)}} :
{\displaystyle w_{i}^{(m+1)}={\frac {w_{i}^{(m)}{\mbox{exp}}\left({\alpha _{m}I\left(h_{m}(x_{i})\neq y_{i}\right)}\right)}{Z_{m}}}}
{\displaystyle w_{i}^{(m+1)}} همان {\displaystyle D_{m+1}(i)}است، و از آنجا که {\displaystyle {\frac {1}{2}}}در جواب {\displaystyle sign(f_{m}(x))} تأثیری ندارد، می‌توان آن را حذف کرد. حال اگر {\displaystyle m} را همان {\displaystyle T} بگیریم به الگوریتم آدابوست خواهیم رسید.

## پیاده‌سازی‌ها
- AdaBoost and the Super Bowl of Classifiers - A Tutorial on AdaBoost.
- Adaboost in C++, an implementation of Adaboost in C++ and boost by Antonio Gulli
- icsiboost, an open source implementation of Boostexter
- JBoost, a site offering a classification and visualization package, implementing AdaBoost among other boosting algorithms.
- MATLAB AdaBoost toolbox. Includes Real AdaBoost, Gentle AdaBoost and Modest AdaBoost implementations.
- A Matlab Implementation of AdaBoost
- milk بایگانی‌شده  در ۱۷ سپتامبر ۲۰۱۳ توسط Wayback Machine for Python implements AdaBoost.
- MPBoost++, a C++ implementation of the original AdaBoost.MH algorithm and of an improved variant, the MPBoost algorithm.
- NPatternRecognizer بایگانی‌شده  در ۲۰ اوت ۲۰۱۳ توسط Wayback Machine, a fast machine learning algorithm library written in C#. It contains support vector machine, neural networks, bayes, boost, k-nearest neighbor, decision tree, … , etc.
- OpenCV implementation of several boosting variants
- Into contains open source implementations of many AdaBoost and FloatBoost variants in C++.